# Onufri Nemzeti Ikonográfiai Múzeum
Az Onufri Nemzeti Ikonográfiai Múzeum (albán Muzeu Kombëtar Ikonografik „Onufri”) 1986 óta működő közművelődési intézmény az albániai Berat várnegyedében, az 1797-ben épült Mária mennybevétele székesegyház épületében. A bizánci művészeti hagyományokhoz kötődő, görögkeleti albán ikonművészet alkotásait, tárgyi emlékeit bemutató három állami közművelődési intézet egyike.
Állandó tárlata az albán és a Berat környéki ikonfestészet alkotásai mellett liturgikus tárgyak, klenódiumok helyi ipar- és ötvösművészeti remekeit – kelyheket, fém ikon- és bibliatokokat – sorakoztatja fel. A kiállított ikonok java része Berathoz kötődik, a 16. századtól itt alkotó ún. berati iskola jelesebb alakjainak (Onufri, Nikollë Onufri, Onufër Qiprioti) és más dél- albániai ortodox vidékek egyházi művészeinek (David Selenica, Kostandin Shpataraku, Joan Çetiri) alkotásait vonultatja fel. Több ikont a berati vár azóta már elpusztult templomainak ikonosztázaiból mentettek át a múzeum mintegy 1500 tételre rúgó tárgyanyagába. A földrajzi és kronológiai szempontok szerint rendezett tárlaton jól követhetőek az albániai ikonfestészet regionális különbségei (pl. a beratiak részéről az ún. Onufri-vörös használata), valamint ikonográfiai és motivikai változásai, így például az iszlám motívumok megjelenése a képeken: az utolsó vacsora jelenete az alacsony, kör alakú török asztalt (sofra) körbeülő apostolokkal, minarettornyok stb.